# آلکساندر اسپندیریان
آلکساندر اسپندیریان (ارمنی: Ալեքսանդր Սպենդիարյան؛ زاده ۱ اکتبر [سبک قدیمی: ۲۰ نوامبر] ۱۸۷۱ – درگذشته ۷ مهٔ ۱۹۲۸) یک آهنگساز، و رهبر ارکستر اهل ارمنستان بود. مشهورترین آثار وی اپرای آلماست و اتودهای ایروان می‌باشند.

## نگارخانه

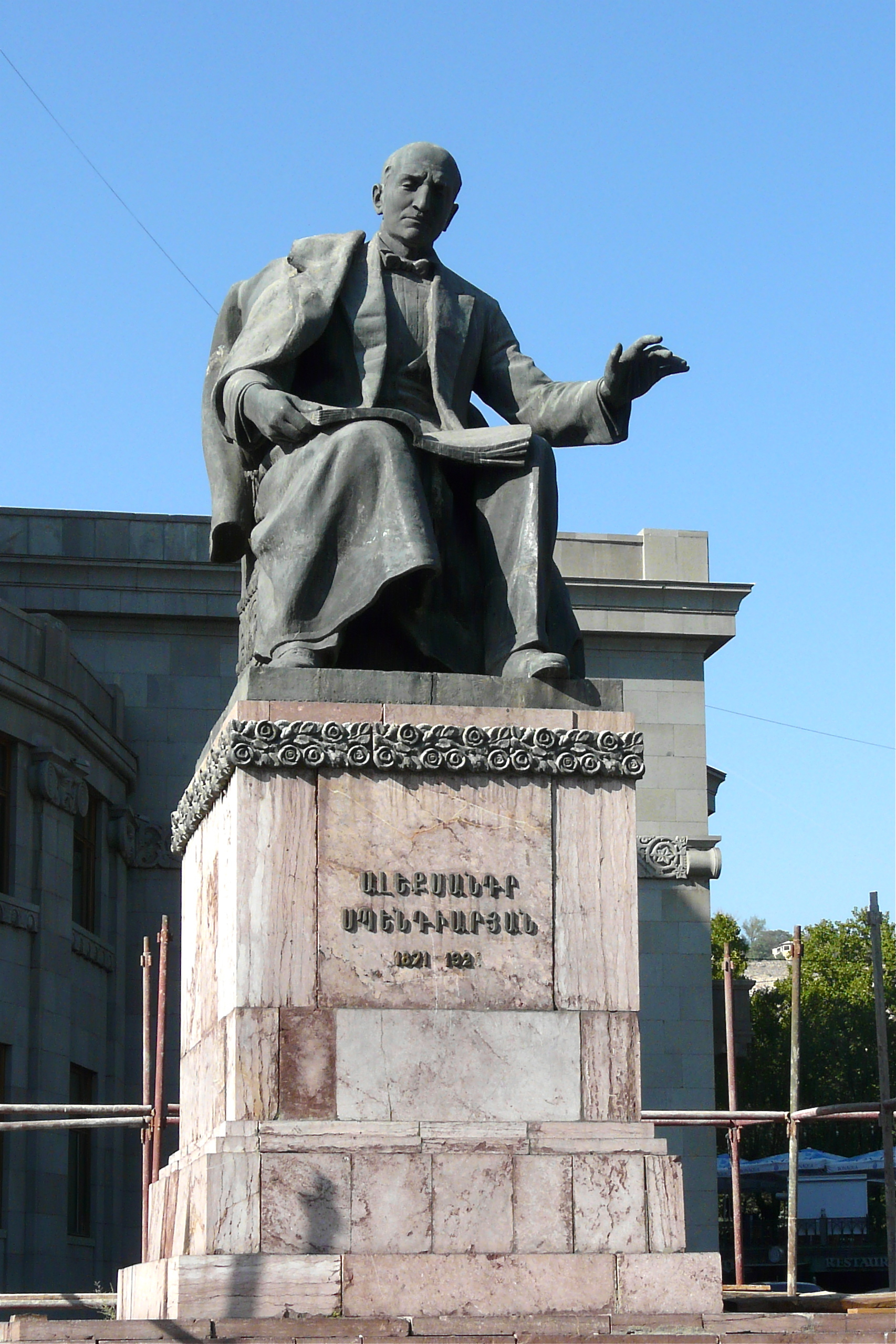
مجسمه اسپندیریان اثر ریتا ویلائرت